# Prowincja Ghulajzan
Prowincja Ghulajzan albo Ghalizan (arab. ولاية غليزان, fr. Province de Relizane) – jedna z 48 prowincji Algierii, znajdująca się w północnej części kraju. 